# لبنان في الألعاب الأولمبية الصيفية 2012
لبنان في الألعاب الأولمبية الصيفية 2012 من المقرر ان تدخل لبنان للمنافسة في دورة ألعاب أولمبية صيفية 2012، لندن المملكة المتحدة، في الفترة من 27 يوليو - 12 أغسطس 2012. وستشارك ب 10 رياضي في 5 رياضة.

## طالع
- قائمة رافعي العلم اللبناني في الألعاب الأولمبية
- قائمة رافعي العلم اللبناني في الألعاب الأولمبية